# امیرقلی امینی
امیرقلی امینی (زادهٔ ۱۲۷۶ - درگذشتهٔ ۶ تیر ۱۳۵۷) نویسنده، روزنامه‌نگار، سیاست‌مدار، مترجم و پژوهشگر اهل ایران بود. وی در زمینه‌های سیاسی، روزنامه‌نگاری، تألیف کتاب، و ترجمهٔ متونی از زبان‌های فرانسه، عربی و اسپرانتو و نیز مشارکت در فعالیت‌های اجتماعی و عمرانی، فعال بود.
امینی پایه‌گذار پرورشگاه یتیمان اصفهان در سال ۱۳۱۳ بود. مقبرهٔ وی در کنار بیمارستان کاشانی در منزل خودش که جهت امور فرهنگی به نام بنیاد فرهنگی امیرقلی امینی وقف نموده قرار دارد.

## زندگی
امیرقلی امینی در سال ۱۲۷۶ خورشیدی در اصفهان متولد شد. پدرش «ابراهیم‌خان امین‌الدوله صدری» یکی از بازماندگان صدراعظم اصفهانی و بانی مدرسهٔ صدر خواجو و مادرش زنی از خاندان نمازی شیراز بود.
او در سن ۱۲ سالگی به درد مفاصل مبتلا شد و سرانجام در اثر این بیماری هر دو پایش را از دست داد. با این حال، در حوزهٔ روزنامه‌نگاری، ترجمه و فعالیت‌های سیاسی و امور خیریه‌ای بسیار فعال بود. امیرقلی امینی در فاصلهٔ سال‌های ۱۳۰۷ تا ۱۳۲۱، روزنامهٔ اخگر و روزنامهٔ اصفهان را از ۱۳۲۲ تا ۱۳۵۴ (جز یک دوره توقیف هشت ساله) در اصفهان منتشر کرد. او از سال ۱۳۲۲ تا ۲۸ مرداد، در صحنهٔ سیاسیِ اصفهان فعال بود و در سال ۱۳۲۴ حزب آزادی را تأسیس کرد که در ۱۳۲۵ در شعبهٔ حزب دموکرات ایران ادغام شد. امینی رئیس شعبه اصفهانِ این حزب بود.
امیرقلی امینی پس از ۲۸ مرداد، به‌دلیل حمایت از مصدق و نهضت ملی شدن نفت، از فعالیت‌های سیاسی و حتی فعالیت‌های عام‌المنفعه به‌ناگزیر کناره گرفت، اما به فعالیت‌های فرهنگیِ خود ادامه داد. تأسیس جمعیت شیر و خورشید سرخ اصفهان در سال ۱۳۱۱ و تأسیس پرورشگاه کودکان اصفهان در ۱۳۱۳ از مهم‌ترین فعالیت‌های عام‌المنفعهٔ امینی است. او همچنین در فاصلهٔ سال‌های ۱۳۱۲ تا ۱۳۲۸ در چند دوره به عضویت انجمن شهر اصفهان برگزیده شد که در برخی از این دوره‌ها، ریاست انجمن را نیز برعهده داشت. او در ۱۳۵۷ درگذشت.
خاطرات امیرقلی امینی، به کوشش محمدحسین خسروپناه برای اولین بار به‌صورت کتابی دردست انتشار است.

## آثار
- سی افسانه از افسانه‌های محلی اصفهان، ناشر: چاپخانه اولیاء، اصفهان، ۱۳۳۸.
- هزار و یک سخن در امثال و نصایح و حکم، اصفهان، ۱۳۳۹.
- فلکلور ایران فرهنگ عوام یا تفسیر امثال و اصطلاحات زبان پارسی، ناشر: علمی، تهران، ۱۳۷۱.
- فرهنگ عوام، ناشر: مازیار، تهران، ۱۳۸۹.
- فرهنگ عوام یا تفسیر امثال و اصطلاحات زبان پارسی، ناشر: فردوس، تهران، ۱۳۹۳.
- داستان‌های امثال، ناشر: فردوس، تهران، ۱۳۹۷.